# B28
El B28, originalmente Mark 28, fue un modelo de bomba termonuclear transportada por cazabombarderos tácticos, aviones de ataque y bombarderos estadounidenses. De 1962 a 1972, bajo el programa de compartición nuclear nucleares de la OTAN, los B28 estadounidenses también equiparon seis escuadrones canadienses CF-104 con base en Europa conocidos como RCAF Nuclear Strike Force. También fue suministrado para su entrega por aviones Valiant y Canberra de la Real Fuerza Aérea británica con base en el Reino Unido asignados a la OTAN bajo el mando de SACEUR. Además, ciertos aviones de ataque basados en portaaviones de la Armada de los EE. UU., como el A3D (más tarde A-3B) Skywarrior, el A4D (más tarde A-4) Skyhawk y el A3J (más tarde A-5A) Vigilante, estaban equipados para transportar el B28.

## Historial de producción

### Desarrollo inicial de las armas IN y EX
Durante el diseño del TX-15 en 1953, se hizo evidente para los diseñadores que eran posibles reducciones masivas en el tamaño y el peso de las armas termonucleares. En noviembre de 1954, el Comité TX-Theta propuso el desarrollo del WX-27 y el WX-28. El TX-27 de mayor diámetro estaba pensado como ojiva de misil o para transporte interno en aviones, mientras que el TX-28 de menor diámetro sería transportado interna o externamente en bombarderos de alto rendimiento. En una reunión celebrada en diciembre se consideró la posibilidad de una ojiva pequeña que permitiera misiles más pequeños, por lo que también se incluyó el uso del TX-28 como ojiva.
El diseño del XW-28 se encargó al Laboratorio Nacional de Los Álamos y el Laboratorio Nacional de Sandia trabajaron en los componentes no nucleares. En febrero de 1955, Sandia propuso que se diseñara un conjunto básico de ojiva y que se le pudieran unir diferentes puntas, postes, aletas y espoletas. Se hizo hincapié en obtener el rendimiento óptimo posible dentro de las limitaciones de espacio y peso asignadas, lo que requería tener un diseño de carcasa mucho más delgado que en armas anteriores. Sandia presentó un esquema de diseño del arma a la División de Aplicaciones Militares en mayo de 1955.
Se decidió que si el arma no podía instalarse en todos los aviones necesarios, se daría prioridad al desarrollo de una bomba diseñada para transporte interno o externo subsónico. Sin embargo, los diseñadores esperaban poder producir un arma considerablemente más pequeña que las 2.800 libras (1.300 kg) y 25 pulgadas (640 mm) de diámetro especificado.
En abril de 1955, Sandia estaba trabajando en el diseño de la espoleta. Se rechazó la espoleta barométrica debido a la amplia variedad de sistemas de lanzamiento que usaría el arma. También se consideró que un temporizador tenía beneficios en misiones de entrega de bajo nivel, pero se consideró que estos beneficios eran leves y no justificaban la complejidad del sistema. Finalmente, se eligió una combinación de radar y espoleta de contacto.
Se estaban desarrollando dos diseños de espoleta; el primero utilizó componentes existentes, mientras que el último (llamado TX-28 Prime) requirió más desarrollo y utilizó componentes activados por pirotecnia. Inicialmente no se incluyó un respaldo de contacto para el diseño de explosión en el aire debido a la preocupación de que el fuego antiaéreo pudiera activar la espoleta de contacto. Además, existía el deseo de evitar las consecuencias de una explosión de contacto en la misión táctica.
Los Álamos informó al Comité TX-Theta ese mismo mes que el sistema nuclear podría entrar en producción en enero de 1958, fecha que coincidía con la fecha de disponibilidad de Sandia para los componentes no nucleares.
En mayo de 1955, el diseño del TX-28 se consolidó. La ojiva en sí tendría 20 pulgadas (510 mm) de diámetro y 49 pulgadas (1200 mm) de largo, con cada extremo rematado en un hemisferio. El diseño de la espoleta TX-28 Prime también avanzaba rápidamente. El diseño utilizó interruptores accionados pirotécnicamente para controlar la corriente de precalentamiento, la selección del temporizador, el armado de la batería térmica, la selección de ráfagas de aire y tierra, el armado de la espoleta de contacto, el arranque del motor con temporizador, el sellado del puerto de presión del interruptor del brazo de trayectoria, el refuerzo de gas e incluso la batería térmica. supervisión. Estos interruptores eran pequeños, livianos y resistentes a los golpes.
Se incluyó un baroswitch para mejorar la seguridad operativa del arma. Era un diseño de dos cámaras en el que una cámara se cerraría al soltar el arma y luego el baroswitch mediría la diferencia de presión entre la cámara sellada y la abierta a medida que el arma caía. En algún momento del diseño, se cambió el sistema de espoleta para permitir seleccionar la exclusión de contacto en el terreno. Con la exclusión de contacto seleccionada, la espoleta de contacto se desactivaría en la opción de explosión en el aire.
El Mod 0 inicial usaba iniciación interna, pero en octubre de 1955 Sandia describió el progreso en la iniciación externa del arma que eventualmente se convirtió en el diseño Mod 1. El sistema iniciador externo constaba de una fuente de alimentación, un temporizador de precisión y una fuente de neutrones llamada unidad S. La unidad S era un tubo lleno de gas tritio mientras que un extremo estaba recubierto de titanio y cargado con deuterio. Durante la función, los iones de tritio se aceleraron hacia el objetivo de deuterio que se fusionó, liberando neutrones de 14 megaelectronvoltios (2,2 pJ).
El diseño del Mk-28EX Mod 0 (externo) y del Mk-28IN Mod 0 (interno) se lanzó en junio de 1957 y la producción inicial se logró en agosto de 1958. El arma tenía un diámetro de 20 pulgadas (510 mm). El arma de configuración externa tenía una longitud de 170 pulgadas (4300 mm) y pesaba aproximadamente 2040 libras (930 kg) con la sección de la nariz que contenía la espoleta. En la configuración interna, la sección de la ojiva se giró con la punta sustituida por cuatro aletas de cuña y la cola reemplazada por una punta roma que contenía antenas de radar y cristales de contacto. En esta configuración, el arma tenía una longitud de 93,25 pulgadas (2369 mm) y pesaba aproximadamente 1975 libras (896 kg).
El diseño cumplía casi todos los requisitos militares especificados, con algunas excepciones. Una de estas excepciones todavía está clasificada, mientras que las otras eran que el arma no tenía una indicación visual de armado y que el arma no podía almacenarse durante 18 meses en condiciones de estar lista. En lugar de una indicación visual, el arma se basó en señales eléctricas para confirmar que no estaba armada. El requisito de almacenamiento no se cumplió, ya que inicialmente el arma requirió pruebas de presión a intervalos de 30 días.

### Armas RE y RI

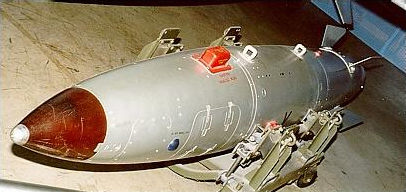
B28RE

La discusión inicial sobre un arma de colocación robusta fue discutida en agosto de 1955 por el Comité TX-Theta. Se observó que las capacidades de los radares soviéticos estaban mejorando y que los ataques a gran altitud eran cada vez menos seguros. Un enfoque a baja altitud ayudaría a superar esto, pero requeriría un arma que pudiera sobrevivir al impacto con el suelo antes de detonar una vez que el avión estuviera a una distancia segura. Sandia había estado investigando el problema y creía que era posible diseñar una bomba que resistiera un impacto de 200 a 300 g (2000 a 2900 m/s2).
En octubre de 1955 se reunió la Junta Especial de Desarrollo de Armas. Sandia afirmó que habían examinado paracaídas, rotocaídas y retrocohetes. Los rotochutes no podían soportar el peso del arma, mientras que los retrocohetes imponían restricciones operativas especiales al arma. Los paracaídas parecían prometedores, pero los diseños existentes no eran adecuados, y Sandia estaba trabajando en el desarrollo de un paracaídas mejorado. Sandia también había trabajado en el desarrollo de materiales en forma de panal que absorbieran los impactos, que incluían pruebas de caída desde una torre de 91 m (300 pies) para simular el impacto de 41 m/s (135 pies por segundo) esperado en un arma con paracaídas retardado.
A principios de 1956, Sandia concluyó que se podría utilizar una ojiva no resistente a los impactos para producir un arma retardada provisional y que este sistema de armas cumpliría los objetivos del arma dos años antes del desarrollo de un arma verdadera. El arma utilizaría un paracaídas piloto para desplegar un paracaídas más grande. Esto requirió el diseño de una nueva cola de bomba, lo que podría agravar los problemas de espacio libre en tierra y de los aviones.
La autorización de producción para el arma RE se emitió en enero de 1957 y la publicación del diseño se realizó en abril de 1958. Los cambios incluyeron un nuevo sistema de armado con detección de altitud para reemplazar los baroswitches basados en la detección de velocidad. Esto eliminó ciertas restricciones de entrega en el Mk-28 Mod 0. El diseño también incluía un sistema de integración de aceleración para detectar si el paracaídas no se desplegaba y evitar el lanzamiento de bombas.
El Mk-28RE (retardado externo) tenía 166 pulgadas (4200 mm) de largo y pesaba 2140 libras (970 kg). El diseño consistía en la espoleta Mk-28 Mod 1 y un conjunto de Mk-28 Mod 0 RESC (componentes de forma externa retardada). Sólo estaba disponible con la ojiva Mod 1. La ojiva Mod 1 tenía las mismas opciones de rendimiento que la Mod 0, pero no todas las opciones de rendimiento estaban almacenadas.
El arma Mk-28RI (Retarded Internal) fue diseñada y lanzada en abril de 1959 y alcanzó la producción en junio de 1960. El diseño pesaba 2265 libras (1027 kg) y tenía 132 pulgadas (3400 mm) de largo. El diseño consistía en el Mk-28 Mod 2 Fuze y el mismo Mk-28 Mod 0 RESC como arma RE. También utilizó la ojiva Mod 1.

### Arma FI

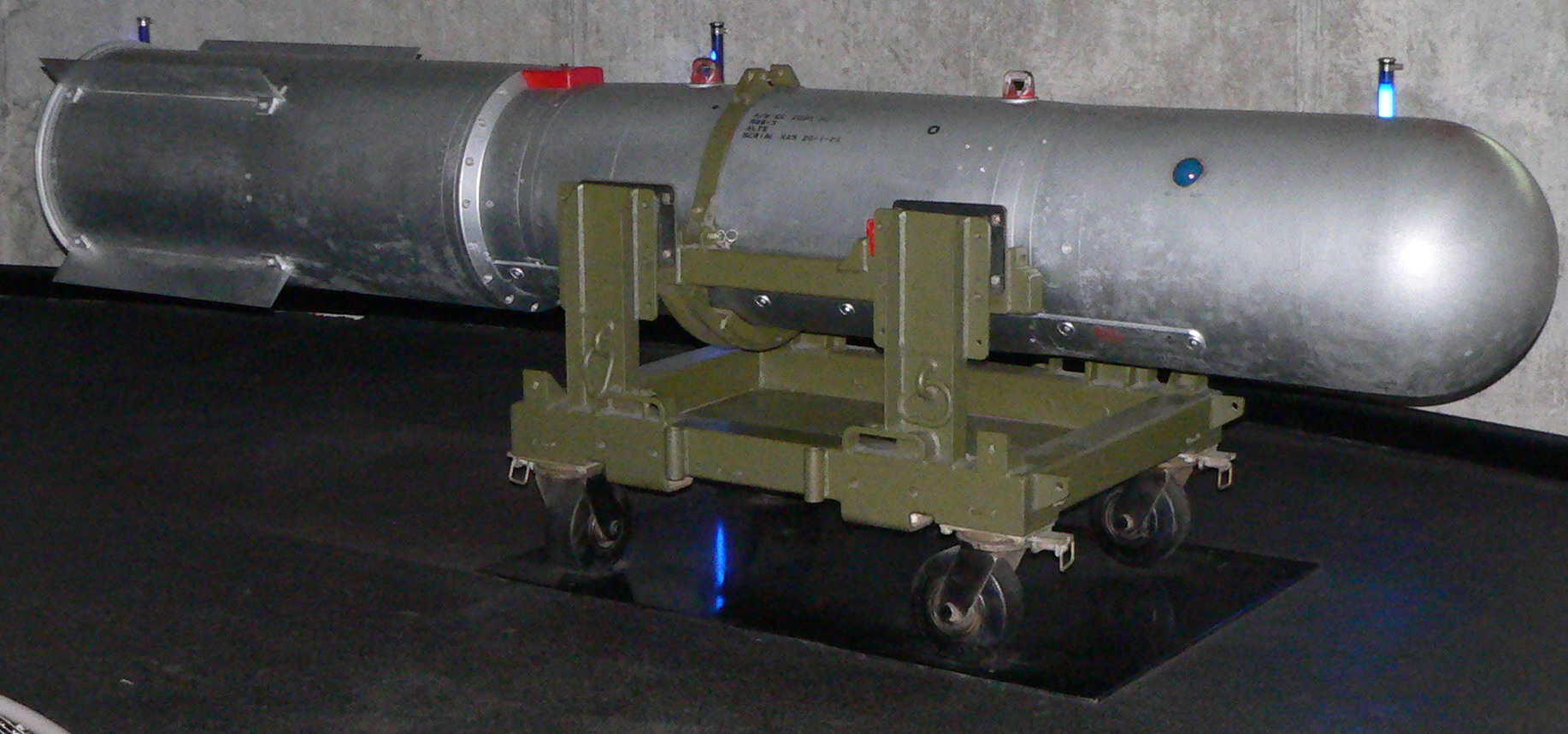
B28FI usado en un bombardero B-52

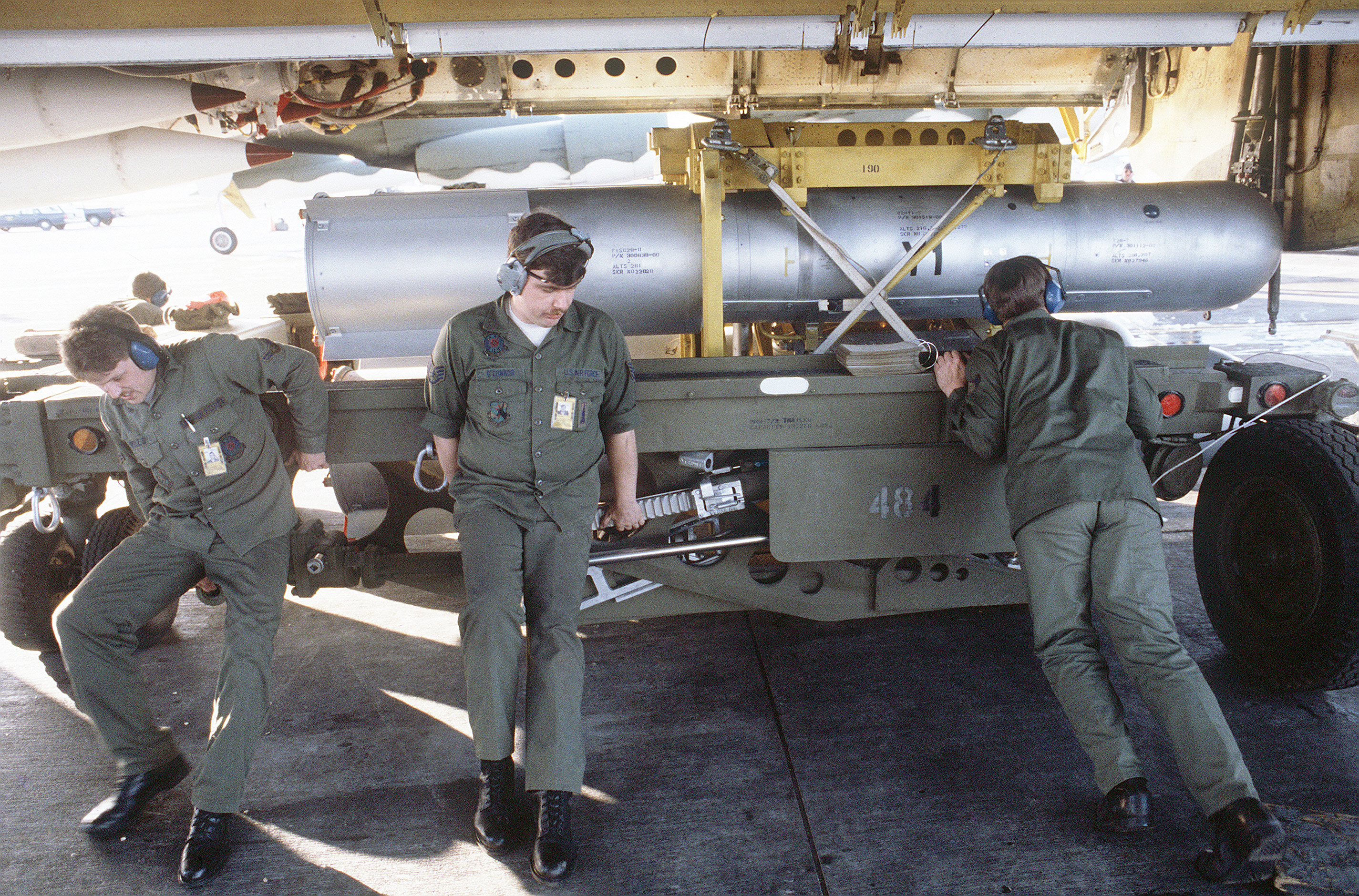
B28FI descargado de un Boeing B-52H en 1984. Los tres tripulantes de tierra muestran el tamaño de esta arma.

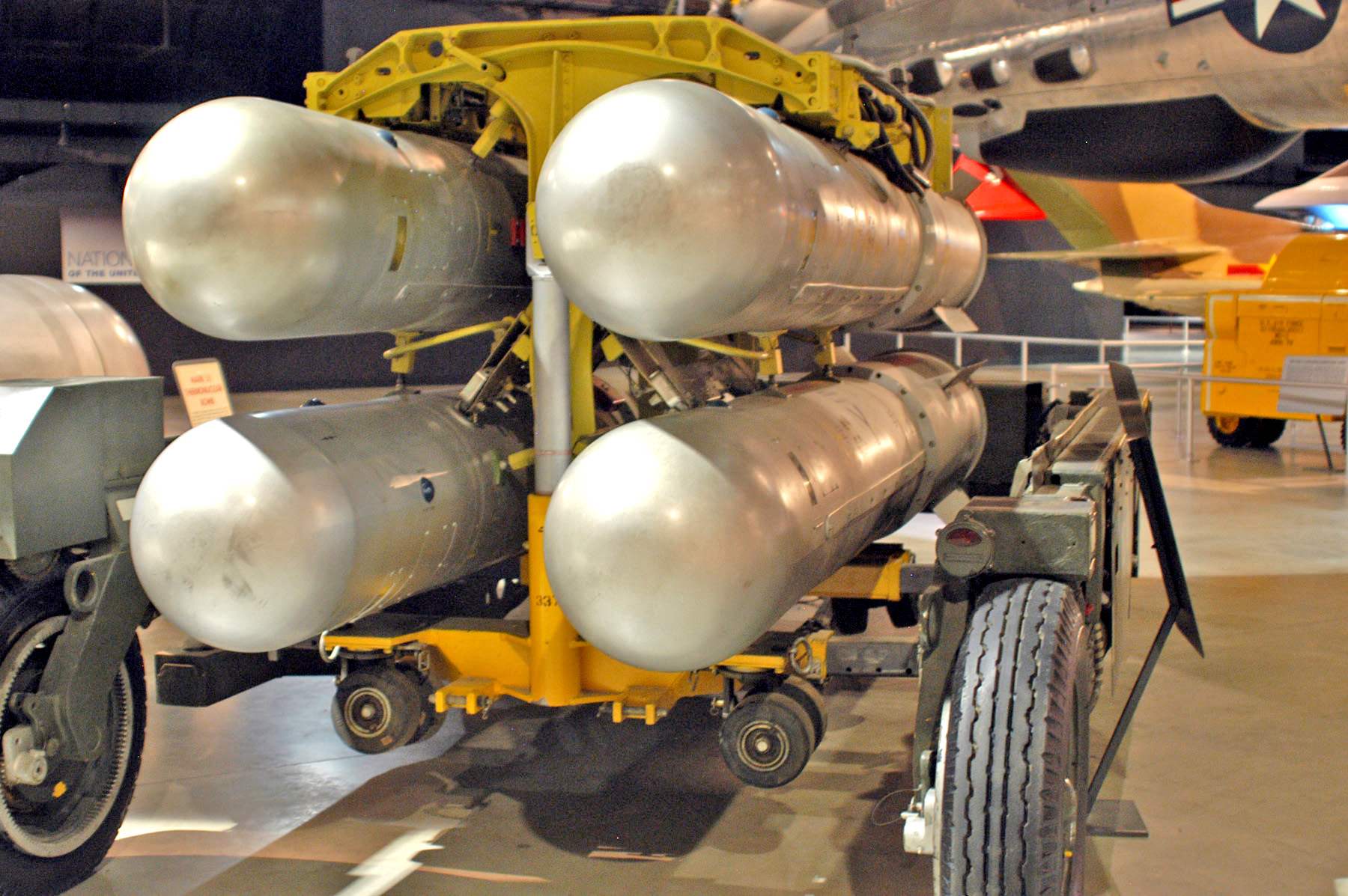
Cuatro bombas termonucleares B28FI en un soporte para cargar en un avión.

El Mk-28FI fue el verdadero arma de disposición deseada durante el desarrollo de las armas RE y RI. El arma se basó en resultados prometedores de la ojiva TX-28-X2 (que se convirtió en la ojiva Mod 1) y tendría una capacidad opcional de espoleta completa. Las armas anteriores requerían que un bombardero B-52 volara al menos 1,500 pies (460 m) para que el arma sobreviviera al depósito. Se esperaba que un arma real redujera esta altura a menos de 500 pies (150 m).
La propuesta incluía requisitos para la explosión retardada en tierra (disposición), la explosión retardada de aire, la explosión de aire en caída libre y las espoletas de explosión de contacto en caída libre. La selección de ráfaga de aire o de contacto se seleccionaría a través del equipo de control de la aeronave, mientras que la opción de colocación se activaría automáticamente si el arma cayera por debajo de una cierta altitud de presión. La mayoría de los componentes procedían de otros programas, lo que significa que la tarea principal del programa era desarrollar una estructura de mitigación de impactos y realizar pruebas de espoletas.
En agosto de 1960 se publicaron los requisitos operativos para la ojiva TX-28-X3 . Estos requisitos incluían la capacidad de sobrevivir a una liberación desde 500 pies (150 m) y ser transportado internamente por los bombarderos B-47 y B-52. A la punta de la bomba se le dieron 8 pulgadas (200 mm) de panal aplastable y se agregó otro paracaídas, elevando el número total a cuatro.
El diseño del arma Mk-28FI se lanzó en octubre de 1961. El arma tenía 22 pulgadas (560 mm) de diámetro, 145 pulgadas (3700 mm) de largo y pesaba 2350 libras (1070 kg). El diseño consistía en una espoleta Mk-28 Mod 3 y un Mk-28 Mod 0 FISC (componentes de forma interna de espoleta completa). El arma no podía usar ojivas Mk-28 anteriores, siendo solo adecuada para el TX-28-X3 (ahora llamado Mod 2 ) y ojivas posteriores.
El tiempo de depósito y de explosión retardada del arma fue de 79 segundos. En el modo tumbado, el arma tenía que dejarse caer entre 500 y 2400 pies (150 y 730 m) para permitir que el arma alcanzara el suelo antes del intervalo de 79 segundos. El tiempo de caída a 150 m (500 pies) fue de aproximadamente 10 segundos. La altura de la explosión en el aire retardado dependía de la altura de liberación. El arma era impredecible en lanzamientos entre 12.000 y 17.000 pies (3.700 y 5.200 m), ya que la caída libre o la espoleta retardada se seleccionarían al azar.

## Variantes
Se fabricaron veinte versiones diferentes del B28, que se distinguen por su rendimiento y características de seguridad. El B28 utilizó el principio de "bloques de construcción", permitiendo varias combinaciones de componentes para diferentes aviones y funciones.
Las principales configuraciones fueron:
- B28EX – (EXternal), carro externo aerodinámico para entrega en caída libre. Las especificaciones de diseño exigían el transporte de los B-47, B-52, B-57, B-66, F-84F, F-100, F-101 y F-105 de la Fuerza Aérea; y los AJ-1, AJ-2, A2U-1, A3D-1, A4D, F2H, F3H-2, F7U-3 y P6M de la Armada.
- B28IN - (INternal) versión no optimizada de carro interno para entrega en caída libre, principalmente para Republic F-105 Thunderchief y B-52.
- B28RE: versión aerodinámica de carro externo (retardado externo) con retardador de paracaídas para entrega a bajo nivel.
- B28RI - Arma de colocación de carro interno no optimizada (interna retardada). Las especificaciones de armas requieren que las transporten B-47, B52 y B-66.
- B28FI – (Full-fuzing Internal) versión de carro interno no aerodinámico para entrega en posición y opción de espoleta completa (es decir, con paracaídas retardado, explosión de aire retardada, explosión de aire en caída libre y espoleta de explosión en tierra en caída libre). Las especificaciones exigían el transporte por el B-47 y el B52. El B28FI no utilizó las ojivas Mod 0 y Mod 1, ya que no estaban reforzadas para su lanzamiento.

Se produjeron las siguientes modificaciones:
- Mod 0: se utiliza en el misil tierra-superficie TM-76 Mace y en el misil de crucero GAM-77 Hound Dog. Mod usó un iniciador interno, mientras que los mods posteriores usaron iniciadores de neutrones externos.
- Mod 1 – Diseño TX-28-X2. También transportado por misiles Mace y Hound Dog.
- Mod 2 – Diseño TX-28-X3. Mod fue reforzado para su uso con la configuración B28FI.
- Mod 3: Mod tenía un Cat A PAL.
- Mod 4: Mod tenía un Cat B PAL. Mod fue reforzado para su uso con la configuración B28FI.[29]

Las variantes de rendimiento fueron:
- Y1: 1,1 megatones de TNT (4.600 TJ).
- Y2: 350 kilotones de TNT (1.500 TJ).
- Y3 – 70 kilotones de TNT (290 TJ)
- Y4 – Arma de fisión, pudo haber sido la ojiva W34.
- Y5: 1,45 megatones de TNT (6.100 TJ)

Se produjeron un total de aproximadamente 4.500 B28. Las últimas armas en uso fueron retiradas en 1991.

## Diseños relacionados
La ojiva W49 para los misiles balísticos Thor, Atlas, Júpiter y Titan I era una ojiva W28 Y1 sin sistemas de energía internos. Se presentó en dos opciones de rendimiento; el Y1 con un rendimiento de 1,1 megatones de TNT (4,6 PJ) y el Y2 con un rendimiento de 1,45 megatones de TNT (6,1 PJ). Los Mods 0 a 2 se iniciaron internamente mientras que los Mods 3 a 6 se iniciaron externamente. La ojiva Mod 0 inicial carecía de un dispositivo de detección ambiental hasta que surgieron preocupaciones sobre una detonación accidental o deliberada (sabotaje).

## Accidentes

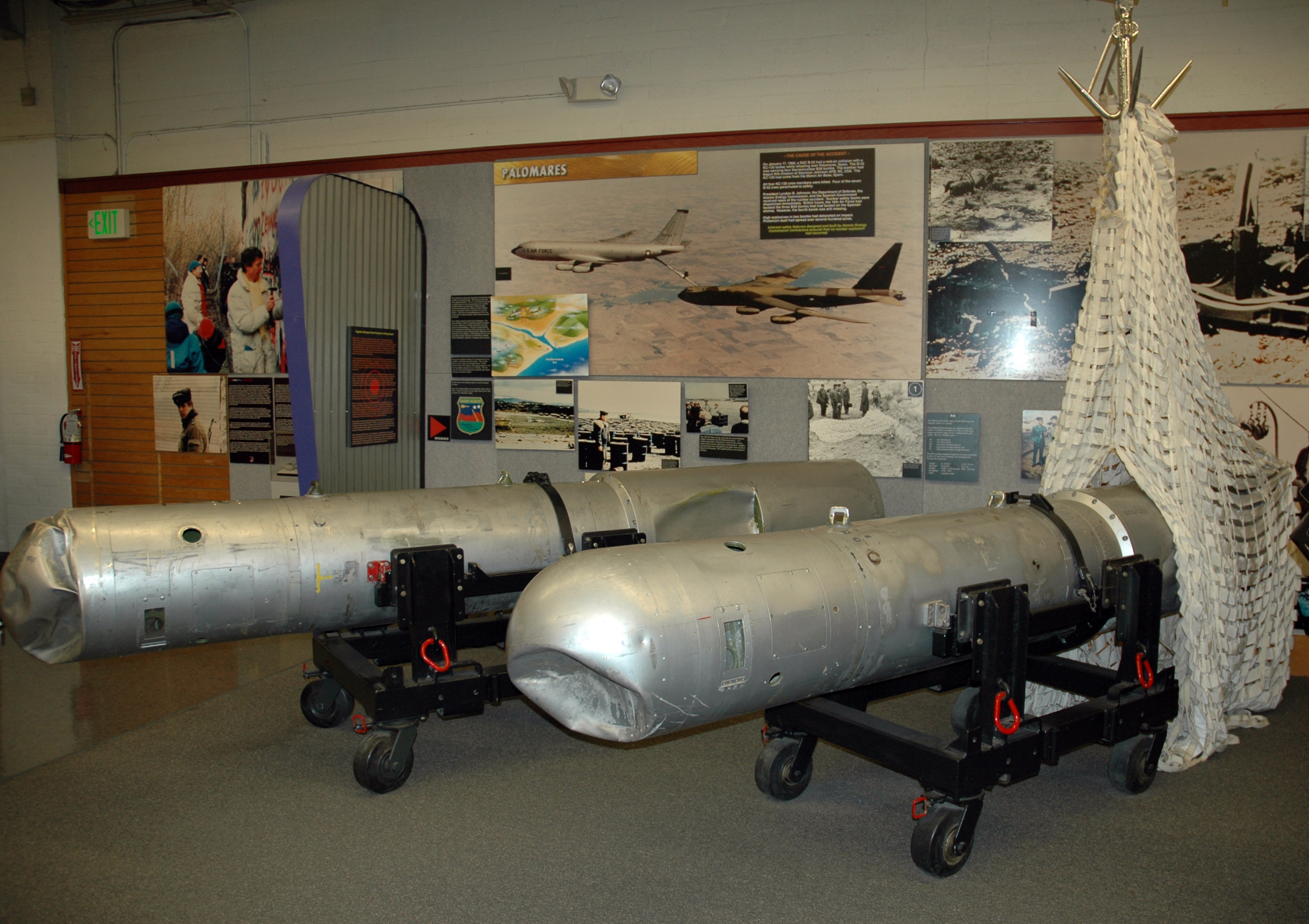
Bombas recuperadas del incidente de Palomares de 1966. Las cuatro bombas que cayeron eran del modelo B28FI Mod 2 Y1.

- Incidente de Palomares de 1966 - cuatro armas B28FI con ojivas Mod 2 o Mod 4 con opción de rendimiento Y1[29][31]
- Accidente de Thule de 1968

## Ejemplares supervivientes
Cuatro variantes de entrenamiento Mark 28 (BDU-16/E) en su transportador (MHU-7/M) se exhiben en la Galería de la Guerra Fría en el Museo Nacional de la Fuerza Aérea de Estados Unidos en Dayton, Ohio.
El Museo Canadiense de la Guerra, en Ottawa, posee una variante de entrenamiento Mark 28RE en su galería de la Guerra Fría. Los Mark 28 armaron cazas estelares CF-104 en Alemania, 1963-1972, según el protocolo de "llave dual" (tanto Estados Unidos como Canadá tuvieron que aceptar su uso, con las armas bajo custodia estadounidense en bases canadienses).
El B28FI, construido en 1962, se exhibe sobre una plataforma rodante en el Museo Memorial de Caen en Normandía, Francia.
En el Museo del Aire y el Espacio Wings over the Rockies, el B28FI (Y5) para grandes bombarderos se exhibe junto con el B28RE (Y5) para pilones externos en cazabombarderos.